# رشكان (زاز الشرقي)
رشکان (بالفارسية: رشکان) هي قرية تقع في إيران في قسم زاز الشرقي الریفي.